# Бюст двічі Героя Радянського Союзу В. І. Михліка

Бюст двічі Героя Радянського Союзу В. І. Михліка

## Передісторія
Василь Ілліч Михлік (29.12.1922 — 29.12.1996) — двічі Герой Радянського Союзу, вихованець КЗОШ № 8. Учасник Другої світової війни з травня 1943 року в складі 566 штурмового авіаційного полку 224 штурмової авіаційній дивізії. Здійснив 188 бойових вильотів, у повітрі провів 1,5 тис. годин, знищив 50 танків, 13 літаків, 7 паровозів, 150 вагонів, 100 гармат. Відповідно до Указу Президії Верховної Ради СРСР від 29.06.1945 р. В. І. Михліку у Кривому Розі, на батьківщині льотчика, 23.02.1949 р. було встановлено бронзовий бюст в сквері на розі вул. Жовтневої (сучасна Олександра Поля) та вул. Янова (сучасна Комерційна). Скульптор Кондратьєв Андрій Семенович, архітектор Савицький Дмитро Володимирович. Повномасштабна реконструкція скверу відбулася в 1983 році (Рішення Криворізького міськвиконкому № 12/408 від 03.09.1980 р.).

## Скульптурна композиція
Пам'ятка складається з бюсту на постаменті з двохярусним стереобатом, загальна висота пам'ятника — 3,6 м.

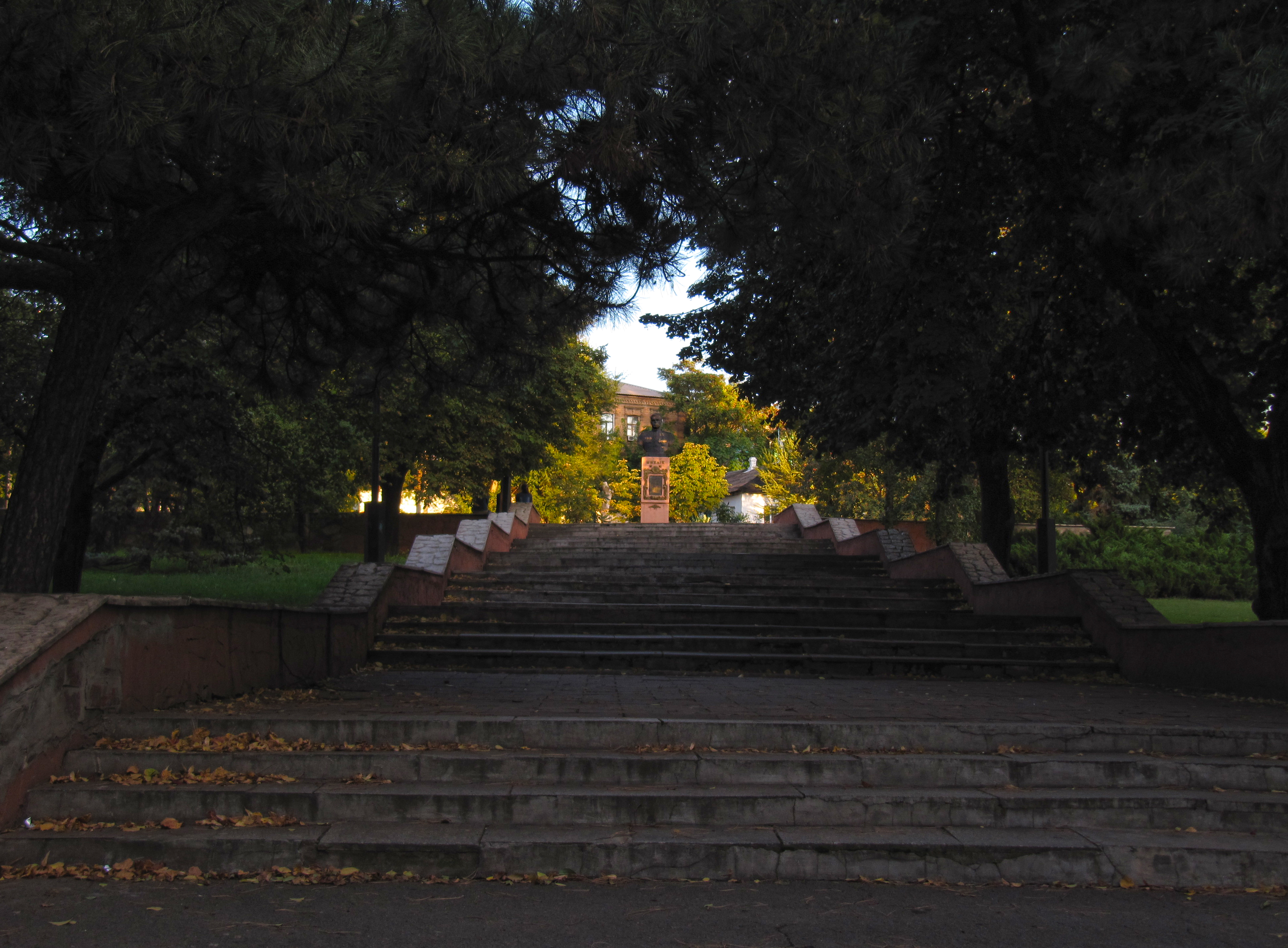

Бюст бронзовий висотою 1,35 м на подіумі (розміри подіуму — 0,54х0,50х0,10 м), вкритий сірою фарбою, є погрудним скульптурним зображенням чоловіка у військовому вбранні (кітель з погонами), з медалями та орденами. Постамент гранітний, вкритий фарбою сірого кольору, висотою 2,23 м (розміри в плані 0,90х0,70 м) на ступінчатому подіумі (розміри основи подіуму 1,10х0,70 м). Вгорі на постаменті з лицьового боку розміщено об'ємний напис українською мовою великими літерами «МИХЛІК», під написом дві фігури — об'ємні п'ятипроменеві зірки. Нижче у центральній частині постаменту в обрамленні з завитків чавунна дошка з текстом Указу Президії Верховної Ради СРСР від 29.06.1945 р. — на сірому тлі золотистими літерами. Нижня частина прикрашена емблемою авіації — гвинт та крила. Орнамент та емблема авіації пофарбовані у золотистий колір. Стереобат двохярусний складається з двох квадратних блоків, пофарбованих у сірий колір (загальна висота 0,46 м). Майданчик під стереобат викладений плитами з граніту, обмежений бетонним бордюром.
Навколо майданчика розбито квітник у вигляді літери «П», обкладений залізобетонним бордюром.